# Gigantocypris pellucida
Gigantocypris pellucida är en kräftdjursart som beskrevs av G. W. Müller 1895. Gigantocypris pellucida ingår i släktet Gigantocypris och familjen Cypridinidae. Inga underarter finns listade i Catalogue of Life.